# Osella
Osella és el nom d'una escuderia de cotxes italiana que deu el seu nom al seu fundador Vicenzo Enzo Osella i que tenia la seva seu prop de Torí (Itàlia).

## Història
Aquesta escuderia va començar la seva vida esportiva a mitjans dels anys 60 competint a carreres locals i nacionals, passant després d'un èxit relatiu a córrer a la Fórmula 2 l'any 1974.
La temporada 1980, tot i no destacar en fórmules més baixes, va fer la seva entrada a la Fórmula 1, debutant al Gran Premi de l'Argentina.
Degut al seu baix pressupost l'equip no aconseguia a molts grans premis ni tan sols classificar-se per poder formar part de la graella de sortida, aconseguint tanmateix puntuar en molt poques ocasions. Per una altra banda l'escàs finançament els feia canviar contínuament de pilots, circumstància que provocava que aquests no aconseguien familiaritzar-se amb la mecànica dels cotxes, i que els reduïa molt les oportunitats de realitzar bones carreres.
L'any 1982, l'equip va patir un fort cop al morir en un tràgic accident al Gran Premi del Canadà el seu pilot Riccardo Paletti.
A mitjans dels 80, Osella va poder comptar amb l'ajuda dels motors Alfa Romeo. Encara que això va ajudar l'equip, els motors Alfa Romeo no eren gaire competitius en aquesta època, ja que només van poder aconseguir fer un quart lloc en dues ocasions.

## Fondmetal
Ja a la temporada 1990 i després de deu anys en el món de la Fórmula 1 i al no trobar patrocinadors per poder continuar, Enzo Osella va vendre accions del seu equip com a part del patrocini a la companyia Fondmetal de la qual era propietari el milionari Gabriel Rumi. Aquest es va fer càrrec de l'equip i l'escuderia va passar a anomenar-se Fondmetal (Fomet).
Amb això es va acabar el pas d'Osella pel món de la Fórmula 1.

## Palmarès
- Curses disputades: 132

- Punts aconseguits al Campionat: 5

- Millor classificació a un G.P.: 4t (San Marino'82)

- Millor classificació al Campionat de constructors: 11è (1984)